# World Series
World Series bezeichnet das Finale der US-amerikanischen Baseball-Profiligen. In der World Series treffen jährlich im Oktober die Sieger der National League und der American League aufeinander. Der Sieger der World Series ist nicht nur nordamerikanischer Baseball-Meister, sondern gilt aufgrund der herausragenden Stellung der MLB auch als weltbeste Mannschaft. Die World Series ist eines der wichtigsten nationalen Sportereignisse der USA, bleibt aber in Hinblick auf TV-Einschaltquoten hinter dem Super Bowl der NFL (American Football) zurück.

## Geschichte
Die erste World Series fand 1903 statt, zunächst als vermeintlich einmaliges Arrangement zwischen den beiden zuvor verfeindeten Ligen in Form einer Best-of-Nine-Serie. Sieger des ersten Aufeinandertreffens wurden die Boston Red Sox, Titelträger der American League, durch einen 5:3-Sieg über die Pittsburgh Pirates. Seit 1905 wird die World Series jährlich abgehalten.
1919 löste eine abgekartete Serie, in der Spieler sich ihre Niederlage von Buchmachern erkaufen ließen, einen bis heute berüchtigten Skandal aus, den „Black Sox Scandal“ – die gekaufte Mannschaft hieß eigentlich Chicago White Sox. Sportwetten wurden daraufhin stark eingeschränkt und alle beteiligten Spieler wurden auf Lebenszeit gesperrt.
1994 entfiel die World Series, da die Spieler-Gewerkschaft in Streik gegen die Clubbesitzer trat und daher die Saison im August abgebrochen wurde.

## Modus und Spielplan
Die World Series ist eine Best-of-Seven-Serie, das heißt, das erste Team, das vier der maximal sieben Spiele gewinnt, ist Sieger; übrige Spiele werden dann nicht mehr ausgetragen. Lediglich in den Jahren 1903 sowie von 1919 bis 1921 wurde im Best-of-Nine-Modus gespielt, also bis zum 5. Sieg einer der beiden Mannschaften.
Die Spiele sind für einen Zeitraum von neun Tagen angesetzt. Zunächst finden zwei Spiele im Heimstadion einer der beiden Mannschaften statt, dann bis zu drei im Stadion der anderen; wenn dann noch kein Sieger feststeht, finden die maximal zwei verbleibenden Spiele wieder im ersten Stadion statt. Bis einschließlich 2006 fanden die Spiele von Samstag bis maximal zum Sonntag der Folgewoche statt (mit freiem Montag und Freitag als Reisetag zwischen den Spielorten); seit 2007 wird an einem Mittwoch begonnen. Die Ligen wechselten sich beim Heimrecht für die ersten Spiele bis 2003 jährlich ab, von 2004 bis 2016 hatte das erste Heimrecht diejenige Liga, die das MLB All-Star Game, ein jährliches Spiel, bei dem eine Auswahl der besten Spieler jeder Liga gegeneinander antreten, gewonnen hat. Seit 2017 hat die Mannschaft mit der besten Bilanz nach der regulären Saison (Regular Season) Heimrecht.
Aufgrund der unterschiedlichen Handhabung der Designated-Hitter-Regel der beiden Ligen – in der American League darf in der Offensive für den Pitcher (Werfer) ein sogenannter Designated Hitter (Ersatzschlagmann) eingesetzt werden, in der National League ist dies nicht erlaubt – musste für die World Series ein Kompromiss geschlossen werden. Dieser sieht seit 1986 vor, dass jeweils die Regeln des Heimstadions gelten; in einem American-League-Stadion wird also mit, in einem Stadion eines National-League-Teams ohne Designated Hitter gespielt. Von 1975 bis 1985 wurde in geradzahligen Jahren mit Designated Hitter gespielt, in ungeradzahligen Jahren ohne. Die Regel wurde in der American League zwar schon 1973 eingeführt, bis 1975 wurde die World Series jedoch generell ohne Designated Hitter gespielt.
Zur Saison 2022 führte die National League nach Verhandlungen zwischen den Eigentümern und der Spielergewerkschaft dauerhaft den Einsatz des Designated Hitters ein, womit die Regeln in der MLB bezüglich des Designated Hitter nunmehr einheitlich sind.

## Besonderheiten
Bis 1997 konnten Teams aus der National und der American League erst in der World Series aufeinandertreffen, seitdem gibt es schon in der regulären Saison Interleague Games, also Spiele zwischen den Ligen.
Kommt es bei den World Series dazu, dass sich genau die beiden New Yorker Mannschaften als Finalisten gegenüberstehen und demzufolge alle Spiele mit der Subway, also der New Yorker U-Bahn zu erreichen sind, so spricht man von den „Subway Series“. Dieses Ereignis gab es zum letzten Mal im Jahr 2000.
Die oft gehörte Behauptung, der Name der Series gehe auf die Zeitung The New York World zurück, die Anfang des 20. Jahrhunderts die erste World Series ausgerichtet oder zumindest gesponsert habe, hat sich als eine Legende herausgestellt; ein solches Sponsoring hat es nicht gegeben, der Name ist also durchaus als „Weltmeisterschaft“ zu verstehen, auch wenn heute neben den US-amerikanischen Teams nur noch eine kanadische Mannschaft in den beteiligten Ligen spielt (von 1977 bis 2004 waren es zwei kanadische Teams). Bisher gab es nur zwei kanadische Siege, in den Jahren 1992 und 1993 gewannen jeweils die Toronto Blue Jays.
Im Baseball stehen Erfolge der professionellen Vereinsmannschaften im Mittelpunkt des Interesses, Länderauswahlen dagegen nicht (im Gegensatz z. B. zum Fußball). Seit 2006 gibt es hierfür die sogenannte World Baseball Classics, eine inoffizielle Weltmeisterschaft der besten Nationalteams der Welt. In den Austragungen 2006, 2009 und 2023 konnte sich jeweils Japan durchsetzen, 2013 gewann die Dominikanische Republik, 2017 die USA.